# Bullet in the Head
Bullet in the Head er en Hongkong film fra 1990 af John Woo.

## Medvirkende
- Tony Leung Chiu-Wai som Ben
- Jacky Cheung som Frank
- Waise Lee som Paul
- Simon Yam som Luke
- Fennie Yuen som Jane
- Yolinda Yam som Sally Yen
- Shek Yin Lau som Fatso